# نووکنیازوو
نووکنیازوو (انگلیسی: Novoknyazevo) یک شهرک در شهرستان شارانسکی استان باشقیرستان کشور روسیه است.